# Joseph Parés
|  | Per a altres significats, vegeu «Josep Parés i Casals». |

Joseph Parés (Reus, segles XVII - xviii) va ser un metge català.
Doctor en medicina, exercia a Reus. De bona família, va ser membre del consell de l'ajuntament amb Carles II, amb l'Arxiduc Carles i, convertit en botifler, amb Felip V. L'arxiver i historiador reusenc Saldoni Vilà l'inclou en una llista: "Any 1713. Noticia dels que protestaren en la vila de Reus contra la casa de Àustria, en poder de Pere Gay, notari de la mateixa vila, consta ab acte fet i firmat, per defensar la casa real de Felip V, nostre llegítim rey". El 6 d'octubre de 1719 era primer regidor a l'ajuntament, i va ser cridat pel Tinent del Rei i Subdelegat d'Intendència de Tarragona, per tal que es presentés davant d'ell per ser posat a la presó, ja que la ciutat de Reus no havia pagat els impostos sobre consums, especialment el consum de la sal, que des del govern s'imposava. L'ajuntament de Reus reuní els diners i Joseph Parés va ser alliberat. El 1720 va tornar a Tarragona juntament amb altres regidors per a complimentar don Lluís Fernández de Còrdova, tinent general dels exèrcits borbònics que acabava de ser nomenat governador de la plaça. Fernández de Còrdova els va rebre malament i els reprotxà el no haver sabut evitar l'entrada del guerriller Carrasclet a la vila de Reus. El Consell municipal va tornar a enviar al doctor Parés i a quatre regidors més a desfer el malentès amb el governador, després d'haver fet exterminar uns quants arxiduquistes de la ciutat. l'Ajuntament es va reconciliar amb el governador, però això no obstà perquè aquell mateix any, l'Intendent Reial demanés a Reus 3.784 lliures sota amenaça "d'una execució militar horrorosa". El mateix 1720, el doctor Parés va ser nomenat secretari de l'ajuntament. El 1722 formava part de la terna per batlle que es presentava davant del bisbe de Tarragona, que havia d'elegir un nom, ja que la vila de Reus estava sota la jurisdicció de la Mitra. El 1723 Joseph Parés va ser nomenat alcalde de Reus i les relacions amb Tarragona es van suavitzar.